# 霊元天皇
霊元天皇（れいげんてんのう、1654年7月9日〈承応3年5月25日〉- 1732年9月24日〈享保17年8月6日〉）は、日本の第112代天皇（在位: 1663年3月5日〈寛文3年1月26日〉- 1687年5月2日〈貞享4年3月21日〉）。諱は識仁（さとひと）。称号は高貴宮（あてのみや）。
後水尾天皇の第十九皇子。母は内大臣園基音の女で後水尾典侍の藤原国子（新広義門院）。養母は父帝の中宮徳川和子（東福門院）。
「現在の皇室」と「旧皇族11宮家」の、男系女系を問わない場合の最近共通祖先である。
譲位後の期間が長いため、仙洞様（せんとうさま）とよばれることが多い。歌人・能書家でもある。絵を能くし、作品が複数現存している。

## 生涯

### 儲君
承応3年（1654年）9月、長兄の後光明天皇の崩御以前にその養嗣子に入り、儲君となる。当時、後光明天皇が余りにも急な死に方をしたために毒殺と噂され、天皇による高貴宮（後の霊元天皇）の養子縁組の意思表示の有無が疑問とされたが、後光明天皇の側近（勧修寺経広・三条西実教・持明院基定）は天皇が高貴宮の誕生直後より万一に備えて縁組の意向を表明していたと主張している（『宣順公記』承応3年10月17日条）。
また、高貴宮の生母が後光明天皇の母方の従妹であることや、当時目ぼしい親王が全て宮家を継承するか寺院に入ってしまったために、唯一将来が定まっていなかった男子皇族が高貴宮以外にいなかったことから、高貴宮が養嗣子として将来の皇位継承に備えるのが当時としては一番妥当な判断であったと考えられる。ただし、まだ生後4か月であった高貴宮が直ちに皇位を継ぐのは無理とも判断された。このため、高貴宮が成人するまでの中継ぎの天皇が立てられることになった。将軍徳川家綱は若年（14歳）であることを理由に関白二条光平の判断に委ねると伝えていたが、一方で幕閣（酒井忠勝・松平信綱・酒井忠清・阿部忠秋）は高貴宮が元服をしたら譲位を受けるという後水尾法皇の方針は了承したものの、その時期を判断するのは徳川将軍家出身である東福門院であることを明言していた。この結果、高松宮を継承していた花町宮良仁親王が1代限りの中継ぎとして皇位を継承することになった（後西天皇）。
万治元年（1658年）1月、親王宣下を受けた。

### 禁闕騒動
寛文2年（1662年）12月に元服し、寛文3年（1663年）1月、兄の後西天皇から譲位されて践祚した。なお、この時、朝廷は改元を希望したが幕府がこれを拒否したことが林鵞峰の『改元物語』に記されている。
父の後水尾法皇は天皇の即位をきっかけに、清涼殿・紫宸殿における仏教祈祷を廃止して禁中での祈祷は内侍所の御神楽のみに限定して、国家的な祈祷は上七社（伊勢神宮・石清水八幡宮・賀茂別雷神社・賀茂御祖神社・松尾大社・伏見稲荷神社・平野神社・春日大社）と七大寺（延暦寺・園城寺・興福寺・東大寺・東寺・仁和寺・広隆寺）に固定することにした。これは朝儀再興の一環として中世後期以来の朝廷における祈祷の無秩序状態を解消することを目的としていたが、禁中における仏教色の抑制や将軍家の病気平癒の祈祷が禁中で行われている状況を解消して朝廷権威の回復を目指す意図も含んでおり、法皇が以前から抱いていた構想の実現であったとは言え、後に天皇が目指すことになる朝儀復興と朝廷権威の回復政策の先鞭をつけるものとなった。
また、後水尾法皇は天皇の践祚直前に葉室頼業・園基福・正親町実豊・東園基賢の4名に新天皇の近侍を命じた。彼らは年寄衆もしくは御側衆と称せられた。彼らは元々法皇の近臣で、特に園と東園は外戚（天皇の母方の伯叔父）であった。また、将軍徳川家綱の了承を得て、幼い天皇に代わって摂政鷹司信房が武家伝奏の飛鳥井雅章と正親町実豊と共に官位叙任を取り決めるように命じ、両伝奏の辞任後は摂関家の九条兼晴と近衛基熙が関与した。しかし、朝廷運営の実質的な主導者は、後光明天皇の遺志を後水尾院に伝えた三条西実教であった。実教は武家伝奏でもなく、年寄衆や当官の公卿ですらなかったが、幕府の信任や奥向への影響力を背景に朝廷内で大きな権力を振るった。
寛文8年（1668年）には、天皇が寵愛していた藤大典侍坊城房子と、実教が推薦した女官・田内小路局（西洞院時良の娘）の二人が懐妊した。実教は田内小路局を女御同様の扱いにしようと画策し、後水尾院が一時的に実教ら関係する五卿の出仕を停止する。霊元天皇は実教を排斥しようと小倉実起を通じて中院通茂に密命を下したが、中院は時節を待つように諫言している。結局寛文9年（1669年）2月と3月に生まれた両者の子はいずれも皇女であり、天皇と近習、中院通茂、京都所司代板倉重矩らの間で起請文が取り交わされ収拾が図られた。幕府は禁裏の奥向を統制する必要に迫られ、関白鷹司房輔の妹の鷹司房子を入内させることとした。しかしこの入内は天皇の本意ではなかったと見られ、8月14日には実教を排斥するよう板倉重矩に要求し、聞き入れなければ譲位すると迫った。これを受けて実教は所司代より蟄居を命じられた。
江戸幕府は鷹司房子が生んだ皇子が次の皇位を継承することを望んでいた。そのため、天皇と房子の関係が上手く言っておらず、反対に寛文11年（1671年）8月に中納言典侍（小倉実起の娘）が皇子（一宮）を生んだことに神経を尖らせ、武家伝奏の中院通茂・日野弘資と幕府から派遣されていた禁裏附は一宮と翌年源内侍（愛宕福子）が生んだ二宮は事実上皇位継承から外すとする合意を取り決めた。加えて、中納言典侍は嫉妬深く、しかも女御である鷹司房子とも不仲であることを理由に後水尾院は出産に先立って中納言典侍を宮中から退出させ、更に彼女の後ろ盾であった先代からの古参女官である大典侍（小倉公根の娘、中納言典侍の大叔母）も鷹司房子や他の女官と対立を深めたために9月に所労を理由に退出することになった。しかし、過去に田内小路局と大典侍を推薦した東福門院は彼女たちの退出に憤って所司代からの後任推薦の要請を拒絶し、武家伝奏の中院通茂も新しい典侍が天皇と関係を持つことを恐れて後任の決定自体に消極的であったため、結果的に典侍の数が減少して奥の業務に支障を来し始めた（元々、典侍は4名いたが、先の禁闕騒動で藤大典侍が退出し、今回小倉家の2名が退出したことで高齢の大納言典侍（四辻季継の娘）1名になってしまった）。中納言典侍と大典侍の退出後、天皇との関係が改善された鷹司房子が懐妊したため、幕府では皇子誕生を期待したが、寛文13年（1673年）8月に生まれたのは皇女であった。その後、房子から今後も皇子が誕生しなかった場合には一宮を皇位継承者とすることになった（『基熙公記』延宝9年9月18日条）。その一方で、典侍の不足問題に所司代も後水尾院も女院も対処しないことに不満を抱いた天皇は、延宝2年（1674年）5月に武家伝奏や禁裏附に無断で松木宗条の娘の宗子を典侍に任じた。しかも、翌年9月には彼女が五宮となる皇子（後の東山天皇）を生んだ。

### 親政期
鷹司房子の入内翌年の寛文10年（1669年）からは、霊元天皇が官位叙任を直接取り扱うようになり、即位以来武家伝奏を勤めた飛鳥井雅章と正親町実豊は退任し、中院通茂と日野弘資が後任となった。しかし度々天皇や近習の不行跡事件が相次ぎ、幕府は後水尾法皇や年寄衆に近習の統制を、東福門院に奥向きの統制をそれぞれ求めるようになった。これは年寄衆が「議奏」として朝廷運営の表舞台に出る契機となった。
しかし寛文年間後期から延宝年間には東福門院や板倉重矩など朝幕の有力者が次々と世を去り、延宝8年（1680年）には後水尾法皇が崩御、さらに将軍徳川家綱の死とそれにともなう大老酒井忠清の失脚によって、枷の外れた霊元天皇は自らの路線を強硬に推し進める事となった。関白を軽視した霊元の朝廷運営に、鷹司房輔は「所詮当時の躰、摂家滅亡なり、これすなわち朝廷大乱のあいだ」と嘆いている。
延宝9年（1681年）2月には女御の鷹司房子の立后と、第一皇子の一宮（後の勧修寺宮済深法親王）にかえ、寵愛する松木宗子の子の五宮を儲君にすることを認めるよう幕府に伝達した。幕府もこれを承認し、一宮は大覚寺に入ることとなったが、外祖父小倉実起は一宮を参内させないなどして抵抗した。9月17日には一宮を小倉邸から移動させて幽閉した。小倉は翌年に佐渡へ流刑となっている（小倉事件）。一宮は天皇にとっては庶子であり、後水尾法皇も儲君とするよう内定を下していたが、あくまで女御の鷹司房子が皇子を出産しない場合という条件をつけられた上での内定であった（前述の朝幕合意でも、一宮は一旦は皇位継承の対象から排除されている）。一方で、朝幕間の正式な合意による内定を覆すことには公卿間でも反発が強く、大老堀田正俊も同意見であった。しかし将軍徳川綱吉は天皇の意向を尊重するべきであるとし、一宮排斥と五宮の儲君化を容認した。なお、小倉事件直後の11月には「おいは（おいわ）」という仮称で呼び続けられていた五宮の生母の松木宗子が正式に典侍に任ぜられて、大典侍に昇進した四辻季継の娘に代わって大納言典侍と称されることになった。
天和2年（1682年）、鷹司房輔が関白を辞した際には本来の順序ならば左大臣である近衛基熙を関白に任じるのが通常の流れであった。しかし2月18日に幕府側から申し入れられたのは右大臣の一条冬経（兼輝）を関白にするという意向であった。これは霊元天皇が自分に批判的な近衛基熙を排斥する意図があったための措置であり、幕府もこれを承認したものであると考えられている。一方で、基熙は綱吉の潜在的なライバルである徳川家宣の岳父であり、また基熙自身の言動が幕府から無条件に信頼を受ける人物ではなかったことも指摘されている。
天和3年（1683年）、五宮朝仁親王（後の東山天皇）の立太子礼が行われた。これは貞和4年（1348年）の直仁親王立太子以来335年ぶりの出来事であり、霊元の強い要請を受けた幕府が、今後行われる皇太子の諸儀式に別途支出を行わないことを条件に承認したものであった。貞享元年（1684年）2月25日には譲位の意向を伝えたが、この際は幕府から拒否された。しかし天皇は貞享3年（1686年）閏3月に譲位は了承された。

### 朝廷執行部・幕府との対立
貞享4年（1687年）、朝仁親王への譲位が行われることとなった。霊元天皇はこれに伴い、長年中断していた即位式と共に行われる大祭大嘗祭を行うことを強く要望した。大嘗祭再興については朝廷内にも財源と準備が不足であるとした、左大臣近衛基熙をはじめとする強い反対派が存在した。更に神仏分離を唱える垂加神道を支持してその教義に基づく大嘗祭を行おうとする一条冬経と神仏習合を唱える吉田神道を支持する近衛基熙という対立構図も存在していた。
幕府が理想とする上皇は朝廷に口出しせず、諸事質素であった明正上皇の姿であり、霊元も譲位後は「本院御所之格（明正上皇と同じ格）」であることが求められた。さらに霊元の素行に不信感を持っていた幕府は「当今之御まねヲ不被候儀二仕度候（東宮は霊元天皇の真似をしないようにしたい）」という考えもあり、新天皇が霊元の影響を受けないことを望んでいた。また、幕府は霊元が院政を開始することに反対の意思を示し、譲位後は政務に関与せず関白・武家伝奏・議奏によって朝廷運営が行われることを求めた。京都所司代土屋政直は天皇の機嫌を損ねて譲位の手続きが延引することを恐れており、綱吉も大嘗祭の再興には不安感を持っていたものの、大嘗祭の再興に関しては臨時支出を求めないという霊元側からの申し出もあり、最終的に大嘗祭を容認した。
こうして文正元年（1466年）以来219年ぶりの大嘗祭が行われたが、大嘗祭前後の節会が3日から1日に変更され、天皇が鴨川で禊を行う御禊行幸が幕府の反対で行われないなど、極めて簡略化されたものとなった。近衛基熙は御禊行幸の中止は神慮にかなわないとして反対し、霊元の兄の尭恕法親王もこの大嘗祭は朝廷も幕府も誰一人納得しておらず、神を欺くものであると強く批判した。このため、次の中御門天皇即位の際には大嘗祭は行うことはできず、再び中絶することとなる。霊元はこの他にも石清水八幡宮放生会や賀茂祭の再興を行っている。
霊元は太上天皇となった後、仙洞御所に入って院政を開始し、以後仙洞様とよばれるようになる。霊元の院政は後水尾院政と異なり、朝廷の機構を掌握するのではなく、仙洞御所に別個の機構を確立して、そこから朝廷機構に指示を下すというものであり、以降江戸時代の院政の慣行となる。仙洞御所では霊元の意思で選定された院評定が合議を行い、霊元に任じられた院伝奏が幕府と連絡を取り扱った。また朝廷の主宰者であるという意識を強く持っており、東山天皇が成人するまで本来天皇が行う儀式である四方拝を仙洞御所にて行っている。
これら霊元の姿勢は朝廷執行部との確執を生んだ。元禄元年（1688年）10月、霊元と対立していた近衛基熙の正室常子内親王から霊元に対して基熙が左大臣を辞退する意向であることが伝えられている。表向きの理由は長年左大臣を務めたことで他の者が昇進できなくなっていることや譲位に関連する儀式が終わったことを上げている。しかし、霊元は将来的には基熙が関白に就任すべきであるとして慰留をしながらも、基熙の本心は関白昇進を一条冬経に先を越されたことで面目を失ったからだと指摘し、基熙が関白になれなかったのは「神慮」であると述べて却って基熙を憤慨させている（『基熙公記』元禄元年10月26日条）。その一方で、一条冬経からも基熙と同様の理由で摂関を辞退したいという意向が元禄元年2月と元禄2年10月に霊元に伝えられているが、霊元は2度とも慰留の意思を伝え、一条冬経が健康問題を理由として（2度目の）辞退の意向が固いと知るや将来の再任を前提としてこれを認めることを伝えている。かくして、元禄3年（1693年）1月、基熙が関白に就任することになった。
元禄3年10月、霊元は西本願寺に対し、門跡（法主）が参内の際には四足門透垣の外で牛車の下轅・乗轅をするように命じた。霊元の在位中は透垣の内で下轅・乗轅を行っていたことから、関白である近衛基熙や武家伝奏の千種有維・柳原資廉は困惑した。間もなく、天皇の外祖母である東二条局（河鰭秀子）の口入があり、霊元もこれに同調していることが判明する。霊元はこの新規定は西本願寺だけでなく、東本願寺・専修寺・佛光寺などの他の浄土真宗系の門跡に適用する方針であることを表明した。両本願寺などに対する院宣を受けた一条冬経は霊元の考えに賛同はするが先例を調べた上できちんと説明を尽くすことを求め、基熙が先例を改める必要がある場合でも霊元の行為は独断に過ぎると反対した。京都所司代の内藤重頼も上皇が相談もなくこのような決定を下したことに不満を抱いた。元禄4年（1691年）4月に入ると、西本願寺から基熙と京都所司代松平信興（内藤の後任）に対して門徒たちが納得しないので院宣の撤回の取り成して欲しいとの申し入れがあった。これを受けて4月8日に基熙は霊元と会談して院宣の撤回を申入れて霊元も一度はこれに同意をしたが、12日にはやはり撤回しない意思を表明した。西本願寺は東本願寺と協議をして上皇の院宣について江戸の幕府に訴えることを決め、松平信興も江戸を巻き込む前に院宣を撤回して事態を収めた方が良いと諫言した。5月5日になって霊元も撤回は止むを得ないという判断に傾いたが、一度出された院宣を撤回する訳にも行かず、最終的に5月16日になって基熙や両伝奏が提案した「院宣は撤回しないが、門徒たちの愁訴に応えて憐愍を示す」として透垣の内での牛車の下轅・乗轅を認めることで事態の収拾が図られた。結果的には霊元の院宣が関白以下の公家たちや京都所司代の反対で覆されたことになり、霊元の権威は傷つくことになった。
この騒動の中で、霊元は前関白一条冬経から朝廷執行部への政務の移譲を迫られた。4月14日、霊元はこれに対し、一般的な政務は移譲するが、重要事項には変わらず関与し続ける方針を示した。さらに院伝奏と院評定に宛て、関白・武家伝奏・議奏の朝廷執行部が霊元と天皇に忠誠を誓う誓詞を出すよう要請した。関白近衛基熙が「天魔の所為」と憤り、武家伝奏千種有維が「落涙の他言語なし、あい共に天を仰ぐのみ、朝廷の零落この日か」と嘆くなど、仙洞御所と朝廷執行部の亀裂はいよいよ深まった。この事態は幕府にとっても容認できるものではなく、5月23日、近衛基熙邸にて関白・武家伝奏・議奏・京都所司代・禁裏附という京都における公武の代表者が一堂に会合を開き、改めて譲位後の院政は不可であり、関白が中心として朝廷運営を行うべきであるとする幕府の方針が確認された。
この会合以降、霊元は表向きでは政治的な発言を控えるようになるが、一方の東山天皇も元禄4年時点でまだ17歳であり、実際には当面の間は近衛基熙が朝廷の運営を行い、並行して京都所司代や禁裏付の支援を受けながら親政への移行準備を進めることとされた。霊元上皇は表向きは反対をせず、元禄5年（1692年）には上皇から仙洞御所に持ち出された国史や記録を禁裏文庫に返還したいとの意向が示され、6月には仙洞御所にある文献の目録が天皇に贈られるが、朝廷内部より禁裏文庫の補修・増築の必要性が指摘されたために実際の返還は親政開始に合わせることになった。元禄6年9月12日には天皇の親政開始を前提として議奏の追加（中御門資熙・久我通誠・清水谷実業）が行われている。
ついに元禄6年（1693年）10月23日には、譲位後に霊元が政務に口出ししてはならないという将軍綱吉の意志が伝えられた（ただし、前述のように院政は事実上停止しており、親政への移行作業には京都所司代なども関与している）。これを受けて11月26日には政務の完全な移譲が行われた。しかし霊元上皇は裏面からの介入を諦めようとははしなかった。
東山天皇と近衛基熙が取り組んだのは、霊元の影響力排除であった。基熙は幕府と連携し、元禄13年（1700年）までに霊元派の公家を重職から排除している。また将軍綱吉も積極的に朝廷支援を行うようになり、宝永2年（1705年）には禁裏御料を1万石増進し、宝永3年（1706年）には仙洞御料を3千石増進している。しかし、その一方で、綱吉と幕府は東山天皇の生母で霊元が寵愛する松木宗子とその信任が厚い議奏中御門資熙を支援して親幕府派に取り込んで、霊元及び基熙の両方を牽制させようとしたことで朝廷は表は資熙が、奥は宗子とその母の東二条局（河鰭秀子）が掌握する結果となり、事態が混沌とすることになった。しかし、天皇親政を主張してきた江戸幕府の影響によって霊元に近い筈の宗子や資熙が霊元院政に取って代わる事態は、天皇や基熙から見れば親政実現の障害でしかなく、彼らはこの動きに反発して資熙の排除を幕府に要請するが、京都所司代松平信庸は宗子と資熙のおかげで朝廷運営が幕府の望ましい方向に向かっていると評価していたために全く話が噛み合わなかった（綱吉自身が生母の桂昌院や側用人の柳沢吉保を重用している手前、天皇の生母である宗子や側用人的な立ち位置にある資熙を排除するという選択肢がなかったという見方もある）。しかし、基熙の縁戚にあたる上臈御年寄右衛門佐局を介して天皇の意向が直接綱吉に伝えられたことで、元禄12年（1699年）に幕府より資熙に蟄居が命じられて事態が収拾されることになった。また、東山天皇の男子が早世が多く、霊元上皇と松木宗子が寵愛していた三宮（後の公寛入道親王、母は冷泉経子）に将来の皇位継承への期待が掛けられていたが、同じ頃に三宮の本当の父は京極宮文仁親王であるという噂が流れていた（『基熙公記』元禄13年3月18日条）。この噂を危惧した東山天皇は霊元の反対を押し切って、元禄13年（1700年）に三宮を円満院門跡にする方針を示して幕府の了承を得た。翌年、三宮の異母弟で五宮にあたる長宮（後の中御門天皇、母は櫛笥賀子）が誕生し、宝永4年（1707年）には幕府の了承を得て長宮が儲君に立てられた。結果的に小倉事件と同じように父天皇の意向で皇位継承の最有力者が出家させられて、五宮が次期天皇に立てられることになったが、大きな騒動にはならなかった。この時の一連の幕府との交渉で暗躍したのが、中御門資熙の排除をきっかけに天皇との連携を強化した近衛基熙であった。

### 第二次院政
宝永6年12月17日（1710年）、9歳の中御門天皇に位を譲り院政を開始していた東山上皇が疱瘡で急逝し、霊元上皇の院政が再開された。
しかし、近衛基熙は綱吉のあとを継いだ将軍徳川家宣の岳父であり、霊元も融和的にならざるを得なかった。基熙の子の摂政近衛家熙を宝永7年12月に太政大臣としたほか、正徳2年（1712年）8月、家熙の娘である尚子を中御門天皇の女御にすることを許し、享保元年（1716年）には女御として入内させている。
私生活では、60歳を過ぎても中臈の松室敦子らとの間に子女を儲けているが、その一方で東山上皇に続いて京極宮文仁親王にも先立たれた准后・松木宗子が正徳元年（1711年）10月に突如仙洞御所を去って出家を果たした。江戸幕府と関係を結んで霊元や東山とも一時的に権力を争った彼女に対する朝廷の待遇は冷たく、出家から2か月後に女院の称号を贈ることになったが、女院号については宗子の出家後の法名をそのまま転用した「敬法門院」とした。
正徳2年10月、徳川家宣が急逝すると、幕府は幼い後継者である鍋松の権威を強化するため、朝廷の権威にすがろうとした。霊元は幕府の要請に応じ、鍋松に「家継」の名を与えた。更に正徳4年（1714年）4月の徳川家康百回忌には、自筆の経文を下賜している。9月には皇女八十宮吉子内親王と家継の婚約を実現させたが、こちらは家継死去のために実現しなかった。こうして霊元が近衛家への厚遇と幕府との連携に転じたことで、近衛家や幕府の不満は和らいでいった。
しかし霊元自身の近衛家に対する憎悪は残っており、享保17年（1732年）2月に書かれ、下御霊神社に奉納された自筆願文の中で「執政すでに三代」を重ねた「私曲邪佞の悪臣」「邪臣」を神や将軍の力で排除されるよう祈願している。これは基熙の孫に当たる当時の関白近衛家久を指したものと見られている。
正徳3年（1713年）8月、落飾して法皇となる。法名は素浄。これ以降、天皇が法皇になった例は無く、最後の法皇となった。
享保2年（1717年）、幼年を理由に行われてこなかった（霊元上皇・法皇が代わりに行って来た）中御門天皇の四方拝実施と共に院政は終了する。
享保17年（1732年）8月6日、崩御、宝算78。

## 歌道や諸芸の才
霊元天皇は、兄の後西天皇より古今伝授を受けた歌道の達人であり、皇子である一乗院宮尊昭親王や有栖川宮職仁親王をはじめ、中院通躬・武者小路実陰・烏丸光栄などの、この時代を代表する歌人を育てたことでも知られている。後水尾天皇に倣い、勅撰和歌集である『新類題和歌集』の編纂を烏丸光栄・三条西公福・水無瀬氏成・高松重季・武者小路実陰に命じた。
また、桃山から江戸期にかけての歴朝で後陽成天皇と並ぶ能書の帝王でもある。霊元院の自筆の書は、近臣の手を経て、柳沢家などの極限られた大名家に伝世し、家宝として相伝されている。
有栖川流書道は、この天皇の書風から派生したことでも知られる。

## 系譜
| \| \| \| \| \| \| \| \| \| \| \| \| \| \| \| \| \| \| \| \| 16. 正親町天皇 \| \| \| \| \| \| \| \| \| \| \| \| \| \| \| \| \| \| \| \| \| \| \| \| \| \| \| \| \| \| \| \| \| \| \| \| \| \| \| \| \| \| \| \| \| \| \| \| \| \| \| \| \| \| 8. 誠仁親王 \| \| \| \| \| \| \| \| \| \| \| \| \| \| \| \| \| \| \| \| \| \| \| \| \| \| \| \| \| \| \| \| \| \| \| \| \| \| \| \| \| \| \| \| \| \| \| \| \| \| \| \| \| \| 17. 万里小路房子 \| \| \| \| \| \| \| \| \| \| \| \| \| \| \| \| \| \| \| \| \| \| \| \| \| \| \| \| \| \| \| \| \| \| \| \| \| \| \| \| \| \| \| \| \| \| \| \| \| \| \| \| \| \| 4. 後陽成天皇 \| \| \| \| \| \| \| \| \| \| \| \| \| \| \| \| \| \| \| \| \| \| \| \| \| \| \| \| \| \| \| \| \| \| \| \| \| \| \| \| \| \| \| \| \| \| \| \| \| \| \| \| \| \| 18. 勧修寺晴右 \| \| \| \| \| \| \| \| \| \| \| \| \| \| \| \| \| \| \| \| \| \| \| \| \| \| \| \| \| \| \| \| \| \| \| \| \| \| \| \| \| \| \| \| \| \| \| \| \| \| \| \| \| \| 9. 勧修寺晴子 \| \| \| \| \| \| \| \| \| \| \| \| \| \| \| \| \| \| \| \| \| \| \| \| \| \| \| \| \| \| \| \| \| \| \| \| \| \| \| \| \| \| \| \| \| \| \| \| \| \| \| \| \| \| 19. 粟屋元子 \| \| \| \| \| \| \| \| \| \| \| \| \| \| \| \| \| \| \| \| \| \| \| \| \| \| \| \| \| \| \| \| \| \| \| \| \| \| \| \| \| \| \| \| \| \| \| \| \| \| \| \| \| \| 2. 後水尾天皇 \| \| \| \| \| \| \| \| \| \| \| \| \| \| \| \| \| \| \| \| \| \| \| \| \| \| \| \| \| \| \| \| \| \| \| \| \| \| \| \| \| \| \| \| \| \| \| \| \| \| \| \| \| \| 20. 近衛稙家 \| \| \| \| \| \| \| \| \| \| \| \| \| \| \| \| \| \| \| \| \| \| \| \| \| \| \| \| \| \| \| \| \| \| \| \| \| \| \| \| \| \| \| \| \| \| \| \| \| \| \| \| \| \| 10. 近衛前久 \| \| \| \| \| \| \| \| \| \| \| \| \| \| \| \| \| \| \| \| \| \| \| \| \| \| \| \| \| \| \| \| \| \| \| \| \| \| \| \| \| \| \| \| \| \| \| \| \| \| \| \| \| \| 21. 久我慶子 \| \| \| \| \| \| \| \| \| \| \| \| \| \| \| \| \| \| \| \| \| \| \| \| \| \| \| \| \| \| \| \| \| \| \| \| \| \| \| \| \| \| \| \| \| \| \| \| \| \| \| \| \| \| 5. 近衛前子 \| \| \| \| \| \| \| \| \| \| \| \| \| \| \| \| \| \| \| \| \| \| \| \| \| \| \| \| \| \| \| \| \| \| \| \| \| \| \| \| \| \| \| \| \| \| \| \| \| \| \| \| \| \| 11. 宝樹院 \| \| \| \| \| \| \| \| \| \| \| \| \| \| \| \| \| \| \| \| \| \| \| \| \| \| \| \| \| \| \| \| \| \| \| \| \| \| \| \| \| \| \| \| \| \| \| \| \| \| \| \| \| \| 1. 霊元天皇 \| \| \| \| \| \| \| \| \| \| \| \| \| \| \| \| \| \| \| \| \| \| \| \| \| \| \| \| \| \| \| \| \| \| \| \| \| \| \| \| \| \| \| \| \| \| \| \| \| \| \| \| \| \| 24. 園基継 \| \| \| \| \| \| \| \| \| \| \| \| \| \| \| \| \| \| \| \| \| \| \| \| \| \| \| \| \| \| \| \| \| \| \| \| \| \| \| \| \| \| \| \| \| \| \| \| \| \| \| \| \| \| 12. 園基任 \| \| \| \| \| \| \| \| \| \| \| \| \| \| \| \| \| \| \| \| \| \| \| \| \| \| \| \| \| \| \| \| \| \| \| \| \| \| \| \| \| \| \| \| \| \| \| \| \| \| \| \| \| \| 6. 園基音 \| \| \| \| \| \| \| \| \| \| \| \| \| \| \| \| \| \| \| \| \| \| \| \| \| \| \| \| \| \| \| \| \| \| \| \| \| \| \| \| \| \| \| \| \| \| \| \| \| \| \| \| \| \| 3. 園国子 \| \| \| \| \| \| \| \| \| \| \| \| \| \| \| \| \| \| \| \| \| \| \| \| \| \| \| \| \| \| \| \| \| \| \| \| \| \| \| \| \| \| \| \| \| \| \| \| \| \| \| \| \| \| 28. 谷衛好 \| \| \| \| \| \| \| \| \| \| \| \| \| \| \| \| \| \| \| \| \| \| \| \| \| \| \| \| \| \| \| \| \| \| \| \| \| \| \| \| \| \| \| \| \| \| \| \| \| \| \| \| \| \| 14. 谷衛友 \| \| \| \| \| \| \| \| \| \| \| \| \| \| \| \| \| \| \| \| \| \| \| \| \| \| \| \| \| \| \| \| \| \| \| \| \| \| \| \| \| \| \| \| \| \| \| \| \| \| \| \| \| \| 7. 谷衛友娘 \| \| \| \| \| \| \| \| \| \| \| \| \| \| \| \| \| \| \| \| \| \| \| \| \| \| \| \| \| \| \| \| \| \| \| \| \| \| \| \| \| \| \| \| \| \| \| \| \| \| \| \| |                  |  |  |  |  |  |  |  |  |  |  |  |  |  |  |  |
| |                  |  |  |  |  |  |  |  |  |  |  |  |  |  |  |  |
| | 16. 正親町天皇   |  |  |  |  |  |  |  |  |  |  |  |  |  |  |  |
| |                  |  |  |  |  |  |  |  |  |  |  |  |  |  |  |  |
| |                  |  |  |  |  |  |  |  |  |  |  |  |  |  |  |  |
| | 8. 誠仁親王      |  |  |  |  |  |  |  |  |  |  |  |  |  |  |  |
| |                  |  |  |  |  |  |  |  |  |  |  |  |  |  |  |  |
| |                  |  |  |  |  |  |  |  |  |  |  |  |  |  |  |  |
| | 17. 万里小路房子 |  |  |  |  |  |  |  |  |  |  |  |  |  |  |  |
| |                  |  |  |  |  |  |  |  |  |  |  |  |  |  |  |  |
| |                  |  |  |  |  |  |  |  |  |  |  |  |  |  |  |  |
| | 4. 後陽成天皇    |  |  |  |  |  |  |  |  |  |  |  |  |  |  |  |
| |                  |  |  |  |  |  |  |  |  |  |  |  |  |  |  |  |
| |                  |  |  |  |  |  |  |  |  |  |  |  |  |  |  |  |
| | 18. 勧修寺晴右   |  |  |  |  |  |  |  |  |  |  |  |  |  |  |  |
| |                  |  |  |  |  |  |  |  |  |  |  |  |  |  |  |  |
| |                  |  |  |  |  |  |  |  |  |  |  |  |  |  |  |  |
| | 9. 勧修寺晴子    |  |  |  |  |  |  |  |  |  |  |  |  |  |  |  |
| |                  |  |  |  |  |  |  |  |  |  |  |  |  |  |  |  |
| |                  |  |  |  |  |  |  |  |  |  |  |  |  |  |  |  |
| | 19. 粟屋元子     |  |  |  |  |  |  |  |  |  |  |  |  |  |  |  |
| |                  |  |  |  |  |  |  |  |  |  |  |  |  |  |  |  |
| |                  |  |  |  |  |  |  |  |  |  |  |  |  |  |  |  |
| | 2. 後水尾天皇    |  |  |  |  |  |  |  |  |  |  |  |  |  |  |  |
| |                  |  |  |  |  |  |  |  |  |  |  |  |  |  |  |  |
| |                  |  |  |  |  |  |  |  |  |  |  |  |  |  |  |  |
| | 20. 近衛稙家     |  |  |  |  |  |  |  |  |  |  |  |  |  |  |  |
| |                  |  |  |  |  |  |  |  |  |  |  |  |  |  |  |  |
| |                  |  |  |  |  |  |  |  |  |  |  |  |  |  |  |  |
| | 10. 近衛前久     |  |  |  |  |  |  |  |  |  |  |  |  |  |  |  |
| |                  |  |  |  |  |  |  |  |  |  |  |  |  |  |  |  |
| |                  |  |  |  |  |  |  |  |  |  |  |  |  |  |  |  |
| | 21. 久我慶子     |  |  |  |  |  |  |  |  |  |  |  |  |  |  |  |
| |                  |  |  |  |  |  |  |  |  |  |  |  |  |  |  |  |
| |                  |  |  |  |  |  |  |  |  |  |  |  |  |  |  |  |
| | 5. 近衛前子      |  |  |  |  |  |  |  |  |  |  |  |  |  |  |  |
| |                  |  |  |  |  |  |  |  |  |  |  |  |  |  |  |  |
| |                  |  |  |  |  |  |  |  |  |  |  |  |  |  |  |  |
| | 11. 宝樹院       |  |  |  |  |  |  |  |  |  |  |  |  |  |  |  |
| |                  |  |  |  |  |  |  |  |  |  |  |  |  |  |  |  |
| |                  |  |  |  |  |  |  |  |  |  |  |  |  |  |  |  |
| | 1. 霊元天皇      |  |  |  |  |  |  |  |  |  |  |  |  |  |  |  |
| |                  |  |  |  |  |  |  |  |  |  |  |  |  |  |  |  |
| |                  |  |  |  |  |  |  |  |  |  |  |  |  |  |  |  |
| | 24. 園基継       |  |  |  |  |  |  |  |  |  |  |  |  |  |  |  |
| |                  |  |  |  |  |  |  |  |  |  |  |  |  |  |  |  |
| |                  |  |  |  |  |  |  |  |  |  |  |  |  |  |  |  |
| | 12. 園基任       |  |  |  |  |  |  |  |  |  |  |  |  |  |  |  |
| |                  |  |  |  |  |  |  |  |  |  |  |  |  |  |  |  |
| |                  |  |  |  |  |  |  |  |  |  |  |  |  |  |  |  |
| | 6. 園基音        |  |  |  |  |  |  |  |  |  |  |  |  |  |  |  |
| |                  |  |  |  |  |  |  |  |  |  |  |  |  |  |  |  |
| |                  |  |  |  |  |  |  |  |  |  |  |  |  |  |  |  |
| | 3. 園国子        |  |  |  |  |  |  |  |  |  |  |  |  |  |  |  |
| |                  |  |  |  |  |  |  |  |  |  |  |  |  |  |  |  |
| |                  |  |  |  |  |  |  |  |  |  |  |  |  |  |  |  |
| | 28. 谷衛好       |  |  |  |  |  |  |  |  |  |  |  |  |  |  |  |
| |                  |  |  |  |  |  |  |  |  |  |  |  |  |  |  |  |
| |                  |  |  |  |  |  |  |  |  |  |  |  |  |  |  |  |
| | 14. 谷衛友       |  |  |  |  |  |  |  |  |  |  |  |  |  |  |  |
| |                  |  |  |  |  |  |  |  |  |  |  |  |  |  |  |  |
| |                  |  |  |  |  |  |  |  |  |  |  |  |  |  |  |  |
| | 7. 谷衛友娘      |  |  |  |  |  |  |  |  |  |  |  |  |  |  |  |
| |                  |  |  |  |  |  |  |  |  |  |  |  |  |  |  |  |
| |                  |  |  |  |  |  |  |  |  |  |  |  |  |  |  |  |

### 系図
|                |                |                |                |                |                |  |  |                |                |                |                |                |                |  |  |                          |                          |                          |                          |                          |                          |  |  |                |                |                |                |                |                |  |  |                |                |                |                |                |                |  |  |                  |                  |                  |                  |                  |                  |  |  |            |            |            |            |            |            |  |  |  |  |  |  |  |  |  |  |  |  |  |  |  |  |  |  |  |  |  |  |  |  |  |  |
| 107 後陽成天皇 |                |                |                |                |                |  |  |                |                |                |                |                |                |  |  |                          |                          |                          |                          |                          |                          |  |  |                |                |                |                |                |                |  |  |                |                |                |                |                |                |  |  |                  |                  |                  |                  |                  |                  |  |  |            |            |            |            |            |            |  |  |  |  |  |  |  |  |  |  |  |  |  |  |  |  |  |  |  |  |  |  |  |  |  |  |
|                |                |                |                |                |                |  |  |                |                |                |                |                |                |  |  |                          |                          |                          |                          |                          |                          |  |  |                |                |                |                |                |                |  |  |                |                |                |                |                |                |  |  |                  |                  |                  |                  |                  |                  |  |  |            |            |            |            |            |            |  |  |  |  |  |  |  |  |  |  |  |  |  |  |  |  |  |  |  |  |  |  |  |  |  |  |
|                |                |                |                |                |                |  |  |                |                |                |                |                |                |  |  |                          |                          |                          |                          |                          |                          |  |  |                |                |                |                |                |                |  |  |                |                |                |                |                |                |  |  |                  |                  |                  |                  |                  |                  |  |  |            |            |            |            |            |            |  |  |  |  |  |  |  |  |  |  |  |  |  |  |  |  |  |  |  |  |  |  |  |  |  |  |
| 108 後水尾天皇 | 108 後水尾天皇 | 108 後水尾天皇 | 108 後水尾天皇 | 108 後水尾天皇 | 108 後水尾天皇 |  |  | 近衛信尋       | 近衛信尋       | 近衛信尋       | 近衛信尋       | 近衛信尋       | 近衛信尋       |  |  | 高松宮(有栖川宮)好仁親王 | 高松宮(有栖川宮)好仁親王 | 高松宮(有栖川宮)好仁親王 | 高松宮(有栖川宮)好仁親王 | 高松宮(有栖川宮)好仁親王 | 高松宮(有栖川宮)好仁親王 |  |  | 一条昭良       | 一条昭良       | 一条昭良       | 一条昭良       | 一条昭良       | 一条昭良       |  |  |                |                |                |                |                |                |  |  |                  |                  |                  |                  |                  |                  |  |  |            |            |            |            |            |            |  |  |  |  |  |  |  |  |  |  |  |  |  |  |  |  |  |  |  |  |  |  |  |  |  |  |
| 108 後水尾天皇 | 108 後水尾天皇 | 108 後水尾天皇 | 108 後水尾天皇 | 108 後水尾天皇 | 108 後水尾天皇 |  |  | 近衛信尋       | 近衛信尋       | 近衛信尋       | 近衛信尋       | 近衛信尋       | 近衛信尋       |  |  | 高松宮(有栖川宮)好仁親王 | 高松宮(有栖川宮)好仁親王 | 高松宮(有栖川宮)好仁親王 | 高松宮(有栖川宮)好仁親王 | 高松宮(有栖川宮)好仁親王 | 高松宮(有栖川宮)好仁親王 |  |  | 一条昭良       | 一条昭良       | 一条昭良       | 一条昭良       | 一条昭良       | 一条昭良       |  |  |                |                |                |                |                |                |  |  |                  |                  |                  |                  |                  |                  |  |  |            |            |            |            |            |            |  |  |  |  |  |  |  |  |  |  |  |  |  |  |  |  |  |  |  |  |  |  |  |  |  |  |
|                |                |                |                |                |                |  |  |                |                |                |                |                |                |  |  |                          |                          |                          |                          |                          |                          |  |  |                |                |                |                |                |                |  |  |                |                |                |                |                |                |  |  |                  |                  |                  |                  |                  |                  |  |  |            |            |            |            |            |            |  |  |  |  |  |  |  |  |  |  |  |  |  |  |  |  |  |  |  |  |  |  |  |  |  |  |
| 109 明正天皇   | 109 明正天皇   | 109 明正天皇   | 109 明正天皇   | 109 明正天皇   | 109 明正天皇   |  |  | 110 後光明天皇 | 110 後光明天皇 | 110 後光明天皇 | 110 後光明天皇 | 110 後光明天皇 | 110 後光明天皇 |  |  | 111 後西天皇             | 111 後西天皇             | 111 後西天皇             | 111 後西天皇             | 111 後西天皇             | 111 後西天皇             |  |  | 112 霊元天皇   | 112 霊元天皇   | 112 霊元天皇   | 112 霊元天皇   | 112 霊元天皇   | 112 霊元天皇   |  |  |                |                |                |                |                |                |  |  |                  |                  |                  |                  |                  |                  |  |  |            |            |            |            |            |            |  |  |  |  |  |  |  |  |  |  |  |  |  |  |  |  |  |  |  |  |  |  |  |  |  |  |
| 109 明正天皇   | 109 明正天皇   | 109 明正天皇   | 109 明正天皇   | 109 明正天皇   | 109 明正天皇   |  |  | 110 後光明天皇 | 110 後光明天皇 | 110 後光明天皇 | 110 後光明天皇 | 110 後光明天皇 | 110 後光明天皇 |  |  | 111 後西天皇             | 111 後西天皇             | 111 後西天皇             | 111 後西天皇             | 111 後西天皇             | 111 後西天皇             |  |  | 112 霊元天皇   | 112 霊元天皇   | 112 霊元天皇   | 112 霊元天皇   | 112 霊元天皇   | 112 霊元天皇   |  |  |                |                |                |                |                |                |  |  |                  |                  |                  |                  |                  |                  |  |  |            |            |            |            |            |            |  |  |  |  |  |  |  |  |  |  |  |  |  |  |  |  |  |  |  |  |  |  |  |  |  |  |
|                |                |                |                |                |                |  |  |                |                |                |                |                |                |  |  |                          |                          |                          |                          |                          |                          |  |  |                |                |                |                |                |                |  |  |                |                |                |                |                |                |  |  |                  |                  |                  |                  |                  |                  |  |  |            |            |            |            |            |            |  |  |  |  |  |  |  |  |  |  |  |  |  |  |  |  |  |  |  |  |  |  |  |  |  |  |
|                |                |                |                |                |                |  |  |                |                |                |                |                |                |  |  | 有栖川宮幸仁親王         | 有栖川宮幸仁親王         | 有栖川宮幸仁親王         | 有栖川宮幸仁親王         | 有栖川宮幸仁親王         | 有栖川宮幸仁親王         |  |  | 113 東山天皇   | 113 東山天皇   | 113 東山天皇   | 113 東山天皇   | 113 東山天皇   | 113 東山天皇   |  |  | 福子内親王     | 福子内親王     | 福子内親王     | 福子内親王     | 福子内親王     | 福子内親王     |  |  | 有栖川宮職仁親王 | 有栖川宮職仁親王 | 有栖川宮職仁親王 | 有栖川宮職仁親王 | 有栖川宮職仁親王 | 有栖川宮職仁親王 |  |  | 吉子内親王 | 吉子内親王 | 吉子内親王 | 吉子内親王 | 吉子内親王 | 吉子内親王 |  |  |  |  |  |  |  |  |  |  |  |  |  |  |  |  |  |  |  |  |  |  |  |  |  |  |
|                |                |                |                |                |                |  |  |                |                |                |                |                |                |  |  | 有栖川宮幸仁親王         | 有栖川宮幸仁親王         | 有栖川宮幸仁親王         | 有栖川宮幸仁親王         | 有栖川宮幸仁親王         | 有栖川宮幸仁親王         |  |  | 113 東山天皇   | 113 東山天皇   | 113 東山天皇   | 113 東山天皇   | 113 東山天皇   | 113 東山天皇   |  |  | 福子内親王     | 福子内親王     | 福子内親王     | 福子内親王     | 福子内親王     | 福子内親王     |  |  | 有栖川宮職仁親王 | 有栖川宮職仁親王 | 有栖川宮職仁親王 | 有栖川宮職仁親王 | 有栖川宮職仁親王 | 有栖川宮職仁親王 |  |  | 吉子内親王 | 吉子内親王 | 吉子内親王 | 吉子内親王 | 吉子内親王 | 吉子内親王 |  |  |  |  |  |  |  |  |  |  |  |  |  |  |  |  |  |  |  |  |  |  |  |  |  |  |
|                |                |                |                |                |                |  |  |                |                |                |                |                |                |  |  |                          |                          |                          |                          |                          |                          |  |  |                |                |                |                |                |                |  |  |                |                |                |                |                |                |  |  |                  |                  |                  |                  |                  |                  |  |  |            |            |            |            |            |            |  |  |  |  |  |  |  |  |  |  |  |  |  |  |  |  |  |  |  |  |  |  |  |  |  |  |
|                |                |                |                |                |                |  |  |                |                |                |                |                |                |  |  | 正仁親王                 | 正仁親王                 | 正仁親王                 | 正仁親王                 | 正仁親王                 | 正仁親王                 |  |  | 114 中御門天皇 | 114 中御門天皇 | 114 中御門天皇 | 114 中御門天皇 | 114 中御門天皇 | 114 中御門天皇 |  |  | 閑院宮直仁親王 | 閑院宮直仁親王 | 閑院宮直仁親王 | 閑院宮直仁親王 | 閑院宮直仁親王 | 閑院宮直仁親王 |  |  |                  |                  |                  |                  |                  |                  |  |  |            |            |            |            |            |            |  |  |  |  |  |  |  |  |  |  |  |  |  |  |  |  |  |  |  |  |  |  |  |  |  |  |
|                |                |                |                |                |                |  |  |                |                |                |                |                |                |  |  | 正仁親王                 | 正仁親王                 | 正仁親王                 | 正仁親王                 | 正仁親王                 | 正仁親王                 |  |  | 114 中御門天皇 | 114 中御門天皇 | 114 中御門天皇 | 114 中御門天皇 | 114 中御門天皇 | 114 中御門天皇 |  |  | 閑院宮直仁親王 | 閑院宮直仁親王 | 閑院宮直仁親王 | 閑院宮直仁親王 | 閑院宮直仁親王 | 閑院宮直仁親王 |  |  |                  |                  |                  |                  |                  |                  |  |  |            |            |            |            |            |            |  |  |  |  |  |  |  |  |  |  |  |  |  |  |  |  |  |  |  |  |  |  |  |  |  |  |

## 后妃・皇子女
- 中宮：藤原（鷹司）房子（新上西門院）（1653年 - 1712年） - 鷹司教平女
  - 第三皇女：栄子内親王（1673年 - 1746年） - 二条綱平室
- 典侍：藤原（坊城）房子（権大納言典侍）（1652年 - 1676年） - 坊城俊広女
  - 第二皇女：憲子内親王（1669年 - 1688年） - 近衛家熙室
- 典侍：藤原氏（中納言典侍）（1653年 - 1691年） - 小倉実起女
  - 第一皇子：済深法親王（1671年 - 1701年） - 勧修寺
- 典侍：敬法門院（1658年 - 1732年） - 松木宗条女
  - 第四皇子：五宮朝仁親王（東山天皇）（1675年 - 1710年） - 現在の皇室の先祖に当たる。
  - 第五皇女：福子内親王（1676年 - 1707年） - 邦永親王（伏見宮）室。旧皇族11宮家の共通先祖である邦家親王は、福子内親王の男子貞建親王の曾孫（霊元天皇・敬法門院夫妻の来孫）にあたる。
    - 伏見宮系の皇族は男系のみに限る場合は室町時代の貞成親王（配偶者:庭田幸子）[注釈 21]の代で現在の皇室から分離しているが[注釈 22]、女系を含めた場合は福子内親王との血縁関係により、霊元天皇・敬法門院夫妻が最も近い共通祖先であると見なすことができる。

  - 第六皇女：永秀女王（1678年 - 1725年）
  - 第七皇子：京極宮文仁親王（第6代）（1680年 - 1711年）
  - 第七皇女：梅宮（1681年 - 1683年）
  - 第八皇女：勝子内親王（1686年 - 1716年）
  - 第八皇子：清宮（1688年 - 1693年）
- 掌侍：源（愛宕）福子（源内侍局）（1656年 - 1681年） - 愛宕通福女
  - 第二皇子：寛隆法親王（1672年 - 1707年）
  - 第四皇女：綱宮（1675年 - 1677年）
- 掌侍：菅原（五条）庸子（少将内侍）（1660年 - 1683年） - 五条為庸女
  - 第三皇子：三宮（1675年 - 1677年） - 円満院
  - 第五皇子：尭延入道親王（1677年 - 1718年） - 天台座主
  - 第六皇子：台嶺院宮（1679年）
- 掌侍：源（東久世）博子（源中将局）（1672年 - 1752年） - 東久世通廉女
  - 第十一皇子：徳宮（1692年 - 1693年）
  - 第十二皇子：力宮（1697年）
- 後宮：平氏（多奈井小路局）（? - 1674年） - 西洞院時良女
  - 第一皇女：知光院宮（1669年）
- 後宮：菅原（五条）経子（菅中納言局）（1673年 - ?） - 五条為庸女
  - 第九皇子：作宮（常磐井宮（桂宮））（1689年 - 1692年）
  - 第十皇子：性応法親王（1690年 - 1712年） - 大覚寺
  - 第九皇女：文喜女王（1693年 - 1702年）
  - 第十皇女：元秀女王（1696年 - 1752年）
- 後宮：藤原氏（藤式部局）（? - 1746年） - 今城定淳女
  - 第十三皇子：一乗院宮尊賞法親王（1700年 - 1746年） - 興福寺別当
  - 第十一皇女：文応女王（1702年 - 1754年）
- 後宮：藤原（入江）伊津子（兵衛局）（? - 1763年） - 入江相尚女
  - 第十四皇子：嘉智宮（1709年 - 1713年）
  - 第十二皇女：留宮（1711年 - 1712年）
- 後宮：安倍氏（中将局）（1691年 - 1753年） - 倉橋泰貞女
  - 第十五皇子：峯宮（1710年 - 1713年）
- 後宮：秦（松室）敦子（右衛門佐局）（? - 1746年 - ） - 松室重敦女、岩倉乗具猶子
  - 第十六皇子：有栖川宮職仁親王（第5代有栖川宮）（1713年 - 1769年）
    - 徳川慶喜（江戸幕府第15代征夷大将軍）は職仁親王の曾孫（霊元天皇の玄孫）に当たる。

  - 第十三皇女：吉子内親王（1714年 - 1758年） - 徳川家継と婚約
  - 第十八皇子：尭恭法親王（1717年 - 1764年） - 天台座主
- 後宮：秦氏（少将局）（1702年 - 1728年） - 南相忠女
  - 第十四皇女：八重宮（1721年 - 1723年）
- 後宮：秦（松室）仲子（少納言局）（1707年 - 1751年） - 松室重仲女、愛宕通晴猶子
  - 第十七皇子：尊胤法親王（1715-1740） - 知恩院門跡

## 在位中の元号
- 寛文
- 延宝
- 天和
- 貞享

## 諡号・追号・異名
遺詔により、孝霊天皇・孝元天皇の諡号を採って「霊元院」と追号される。大正以後は「霊元天皇」と表記される。
また、下御霊神社の出雲路信直・直元父子は霊元天皇と親交があった（天皇は退位後に修学院山荘への行幸中、下御霊神社に立ち寄っている）が、崩御の際に直元に対して自分を神として祀るように秘かに伝えた。直元は一条兼香と相談して、天皇を「天中柱皇神」の神号で下御霊神社の相殿に祀られた。なお、出雲路信直は山崎闇斎から垂加神道を伝授された直弟子で、一条冬経（兼輝）・兼香は垂加神道の理解者であったことから、霊元天皇もその影響を受けた可能性があると言われている。

## 陵・霊廟

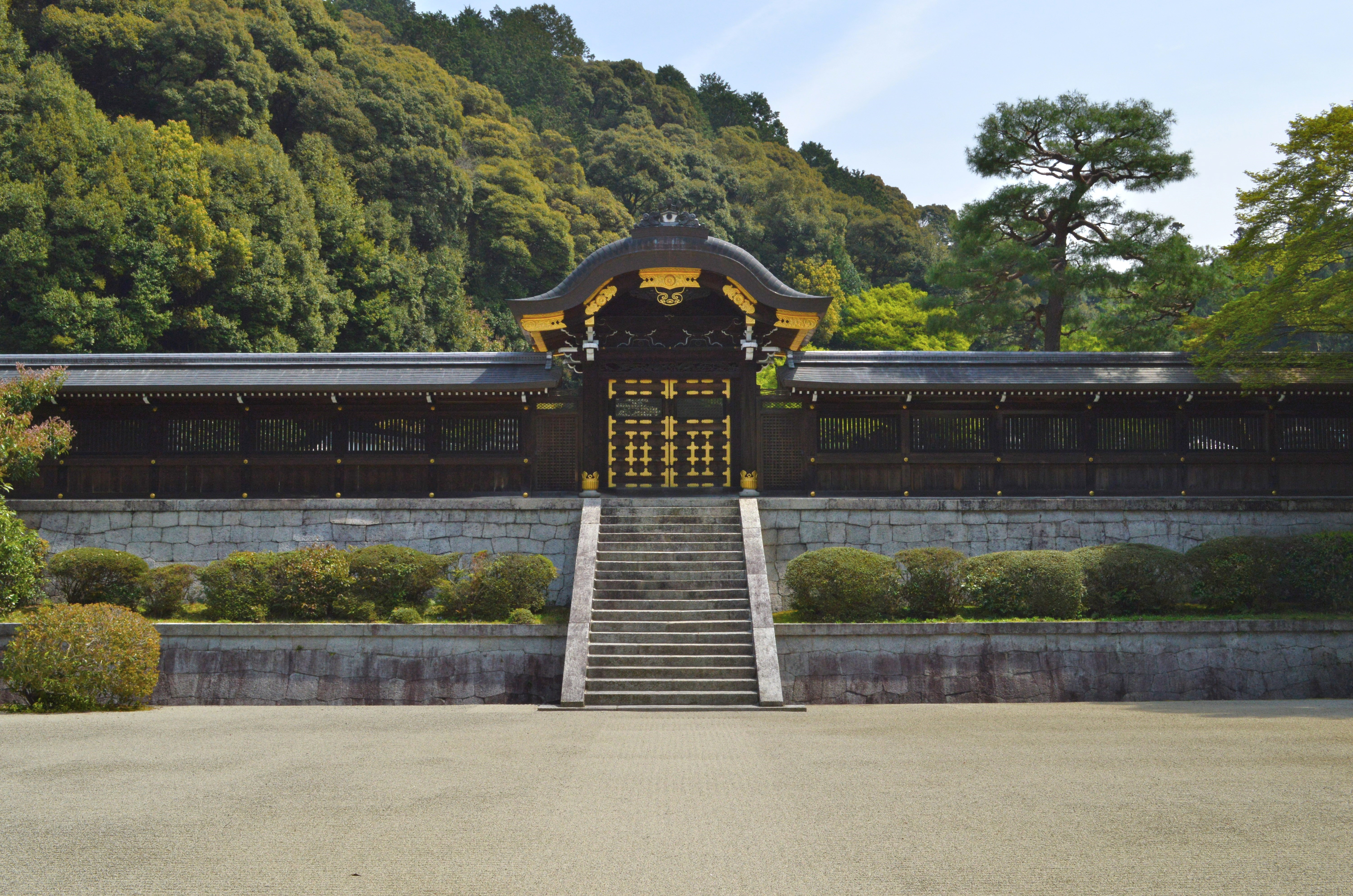
月輪陵（京都府京都市）

陵（みささぎ）は、宮内庁により京都府京都市東山区今熊野泉山町の泉涌寺内にある月輪陵（つきのわのみささぎ）に治定されている。宮内庁上の形式は石造九重塔。
また皇居では、皇霊殿（宮中三殿の1つ）において他の歴代天皇・皇族とともに天皇の霊が祀られている。